# ماكس كاسش
ماكس كاسش (بالإنجليزية: Max Kasch)‏ هو ممثل بريطاني، ولد في 6 ديسمبر 1985 بسانتا مونيكا في الولايات المتحدة.

## أعمال

### أفلام
- (2003) حفر
- (2005) أفضل لعبة لعبت على الإطلاق
- (2014) ويبلاش

### مسلسلات
- الملفات الغامضة

## وصلات خارجية
- ماكس كاسش على موقع IMDb (الإنجليزية)
- ماكس كاسش على موقع ألو سيني (الفرنسية)
- ماكس كاسش على موقع ميوزك برينز (الإنجليزية)
- ماكس كاسش على موقع أول موفي (الإنجليزية)
- ماكس كاسش على موقع قاعدة بيانات الفيلم (الإنجليزية)
- ماكس كاسش على موقع كينوبويسك (الروسية)